# Mosaico cultural (Canadá)

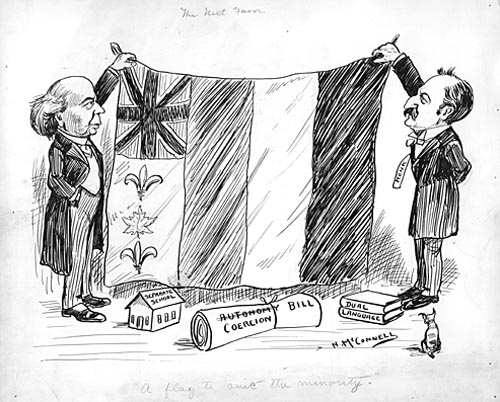
Caricatura del mosaico cultural canadiense en 1911.

«Mosaico cultural» es un término empleado para describir la mezcla de grupos, idiomas,  culturas que coexisten en la sociedad canadiense. Se piensa que la idea de un mosaico cultural apoya un ideal de multiculturalismo, distinto de otros sistemas tales como el crisol de razas, que a menudo se utiliza para describir el ideal de asimilación de los Estados Unidos.

## Visión general
Un perfil etnocultural de Canadá preparado por Statistics Canada describe una nación que, desde principios del siglo XXI, en forma progresiva es cada vez más multiétnica y multicultural. En su introducción el informe afirma que:
"La inmigración durante los últimos 100 años ha dado forma a Canadá, y cada nueva oleada de inmigrantes aumentó la variedad de su composición étnica y cultural. Hace cincuenta años, la mayoría de los inmigrantes vinieron de Europa. Actualmente, la mayoría de los inmigrantes provienen de Asia.

Como resultado, el número de minorías visibles en Canadá ha aumentando. Más de 200 grupos étnicos fueron enumerados por los canadienses al responder una pregunta sobre ascendencia étnica en el censo de 2001, reflejando así un mosaico cultural sumamente variado y rico.

## Origen y uso del término
El término "mosaico" fue utilizado por primera vez en 1922 por la escritora de viajes Victoria Hayward, para describir el cambio cultural que se vivía en todo Canadá. En su libro, Romantic Canada, Hayward hacía referencia a sus características europeas, y también señalaba a las comunidades indígenas y asiáticas del país, a las que describía como parte de un "mosaico" canadiense. Romantic Canada fue ilustrado por la fotógrafa canadiense Edith Watson, pareja de Hayward.
El término mosaico para referirse a la sociedad canadiense lo realizó John Murray Gibbon, en su libro de 1938 Canadian Mosaic. Gibbon claramente estaba en contra del concepto estadounidense del crisol de razas. Consideraba al crisol de razas un proceso mediante el cual se fomentaba que los inmigrantes y sus descendientes se separaran de sus países y culturas de origen para asimilarse al estilo de vida estadounidense.
En 1965 John Porter publicó su influyente estudio sociológico, Vertical Mosaic: An Analysis of Social Class and Power in Canada (Mosaico vertical: un análisis de la clase y el poder social en Canadá). El libro de Porter demostró que algunos grupos (por ejemplo, los de origen británico) tuvieron mayor progreso en término de sus ingresos, educación y salud que otros. Por ejemplo, la mayoría de las veces, grupos provenientes del sur y del este de Europa tuvieron una menor tendencia a prosperar según estos parámetros. Los grupos con menor grado de progreso fueron los pueblos autóctonos de Canadá y los Inuit. Porter consideró que este arreglo vertical estaba relacionado con el poder y la influencia en la toma de decisiones. Por lo que los inmigrantes de origen británico tuvieron tendencia a ser sobrerepresentados entre los élites en las esferas gubernamentales, económicas políticas.
Las conclusiones de Porter han sido evaluadas en varios estudios desde 1965 y han sido modificadas un poco. Por ejemplo, la disparidad económica entre los grupos étnicos se ha reducido un tanto y los francófonos actualmente son mejor representados en el gobierno y la política. Sin embargo, la élite socioeconómica en Canadá se encuentra dominada principalmente por gente de origen británico.

## Influencia en la política multiculturalista
Desde principios del siglo XX, Canadá ha sido una de las sociedades que más inmigrantes ha recibido. Hasta los años 1960 se esperaba que los inmigrantes asimilaran en la sociedad establecida. Al editarse la obra de Potter durante un tiempo de trastorno social, la misma tuvo una gran influencia en la política social canadiense. La interpretación de Canadá como un mosaico de culturas se convirtió en la base para las políticas multiculturalistas del gobierno de Pierre Trudeau a principios de los años 1970.
El gobierno canadiense estableció la Ley Oficial Multiculturalista en 1971 y nombró un ministro responsable del multiculturalismo en 1972. En 1973 se establece un Consejo Multiculturalista Canadiense, además de una Sucursal Multiculturalista dentro del Departamento del Secretario de Estado.

## Críticas
La teoría del mosaico cultural no está exenta de críticas. Algunos expertos, como Jeffrey Simpson del Globe and Mail, han argumentado que la dinámica del crisol de razas/mosaico es un concepto imaginado en gran parte, y que hay pocas pruebas que permitan inferir que los inmigrantes estadounidenses o canadienses como grupos colectivos estén más o menos "asimilados" o sean más o menos "multiculturales" entre sí. Muchos activistas conservadores de Canadá siguen siendo críticos del multiculturalismo como política "oficial" del gobierno. Algunos dicen que el concepto del mosaico fomenta que las comunidades inmigrantes permanezcan concentradas y segregadas en ciertas áreas, o que implica que nunca deberían considerarse canadienses. En abril del 2005 Michaëlle Jean (después nombrada Gobernadora General) criticó abiertamente el concepto, al decir que este sistema llevaba a la "guetización" de los canadienses.